# 尾ケ崎
尾ケ崎（おがさき）は、埼玉県さいたま市岩槻区の大字。関連大字である尾ケ崎新田（おがさきしんでん）についても扱う。郵便番号は尾ケ崎が339-0027、尾ケ崎新田が339-0026。

## 地理
さいたま市岩槻区の南部に位置する。尾ケ崎は、鉄道駅からはやや遠く、開発が行われなかったことから農地が目立つ。地区は南北に長く、中央部を流れる黒谷落を境に北部は大宮台地（岩槻支台の最南端）、南部の水田地帯は沖積平野からなる。黒谷落より北部の台地上に集落があり人口が集中している。尾ケ崎新田は尾ケ崎より西に位置し、綾瀬川沿いの沖積平野に南北に細長い地域を形成していたが、みそのウイングシティの区画整理事業が完了したことに伴い、2017年2月に尾ケ崎新田の大部分が美園東に地名変更された。

## 小字
- 尾ヶ崎新田
  - 上川端（現 美園東1丁目の一部)
  - 下川端 (現 美園東1〜3丁目の一部)
  - 五反歩(現 美園東1〜3丁目)
  - 八町 (現 美園東 1〜3丁目)
  - 木渕 (現 美園東 1・2丁目)
  - 道内 (現 美園東 1〜3丁目)
  - 深町 (現 美園東 1〜3丁目)
- 尾ヶ崎
  - 谷下 (現 美園東 1〜3丁目)

## 歴史
もとは江戸期より存在した埼玉郡岩槻領に属する尾ケ崎村、および尾ケ崎新田であった。地名の由来は台地が鼻のように突出した場所の景勝地であることから。
- はじめは岩槻藩領、以降変遷なし[5]。
- 1871年（明治4年）
  - 7月14日 - 廃藩置県を迎え、岩槻県の管轄となる[7]。
  - 11月13日 - 第1次府県統合により埼玉県の管轄となる。
- 1879年（明治12年）3月17日 - 郡区町村編制法により成立した南埼玉郡に属す。郡役所は岩槻町に設置。
- 1889年（明治22年）4月1日 - 町村制施行に平行して尾ヶ崎、釣上、野島方、孫十郎、高曽根、末田、尾ヶ崎新田、釣上新田の6箇村2新田が合併し、新和村が成立。新和村の大字尾ケ崎および尾ヶ崎新田となる[5]。
- 1954年（昭和29年）
  - 5月3日 - 新和村が岩槻町、川通村、和土村、柏崎村、河合村、慈恩寺村と合併し、岩槻町が成立[8]。岩槻町の大字となる。
  - 7月1日 - 岩槻町が市制施行し岩槻市となる[8]。岩槻市の大字となる。
- 2005年（平成17年）4月1日 – 岩槻市がさいたま市と合併し、さいたま市岩槻区の大字となる。
- 2017年（平成29年）2月18日 - 尾ケ崎新田の大部分が美園東に地名変更[9][10]。

## 世帯数と人口
2017年（平成29年）10月1日現在の世帯数と人口は以下の通りである。
| 大字       | 世帯数  | 人口  |
| ---------- | ------- | ----- |
| 尾ケ崎     | 285世帯 | 791人 |
| 尾ケ崎新田 | 14世帯  | 47人  |
| 計         | 299世帯 | 838人 |

## 小・中学校の学区
市立小・中学校に通う場合、学区（校区）は以下の通りとなる。
| 大字       | 番地 | 小学校                 | 中学校                 |
| ---------- | ---- | ---------------------- | ---------------------- |
| 尾ケ崎     | 全域 | さいたま市立新和小学校 | さいたま市立城南中学校 |
| 尾ケ崎新田 | 全域 | さいたま市立新和小学校 | さいたま市立城南中学校 |

## 交通
地内に鉄道は敷設されていない。埼玉高速鉄道線浦和美園駅が最寄り駅となる。

### 道路
- 国道463号
- 埼玉県道324号蒲生岩槻線

## 寺社
- 真言宗智山派勝軍寺
- 曹洞宗光秀寺
- 尾ケ崎観世音
- 八幡社
- 八幡神社
- 四十所神社

## 施設
- さいたま市立新和小学校
- 尾ケ崎第一集会所
- 尾ケ崎第二集会所
- 尾ケ崎こども広場

## 関連文献
- 「尾ヶ崎村」『新編武蔵風土記稿』 巻ノ203埼玉郡ノ5、内務省地理局、1884年6月。NDLJP:764008/6。
- 「尾ヶ崎新田」『新編武蔵風土記稿』 巻ノ203埼玉郡ノ5、内務省地理局、1884年6月。NDLJP:764008/7。